# Макхенри (окръг, Илинойс)
Вижте пояснителната страница за други значения на Макхенри.
Окръг Макхенри (на английски: McHenry County) е окръг в щата Илинойс, Съединени американски щати. Площта му е 1582 km², а населението - 260 077 души (2000). Административен център е град Удсток.